# Les Nouveaux Chiens de garde (film)
Cet article concerne le film. Pour le livre, voir Les Nouveaux Chiens de garde.
Pour plus de détails, voir Fiche technique et Distribution.
Les Nouveaux Chiens de garde est un documentaire réalisé par Gilles Balbastre et Yannick Kergoat, sorti en France le 11 janvier 2012. Il s'agit d'une libre adaptation au cinéma de l'essai du même nom de Serge Halimi (paru en 1997 et réédité dans une version actualisée en 2005 ; qui reprend le titre du célèbre ouvrage de Paul Nizan). Le film, comme le livre, explore les collusions entre les médias français et le pouvoir politique. Après un accueil en demi-teinte par les critiques de presse, le film obtient deux récompenses et figure en outre parmi les finalistes du César du meilleur film documentaire.
Le film fait l'objet d'un suivi particulier de la part de ses réalisateurs et sympathisants, puisqu'il est régulièrement projeté dans des salles françaises et belges, et suivi de débats.

## Synopsis
Le film est construit sur de nombreux extraits d’émissions de télévision ou de radio, des animations infographiques et des analyses par le journaliste de France 3 Michel Naudy, les économistes Jean Gadrey et Frédéric Lordon, Henri Maler animateur d’Acrimed et le sociologue François Denord.

## Fiche technique
- Titre : Les Nouveaux Chiens de garde
- Réalisation : Gilles Balbastre et Yannick Kergoat, d'après Les Nouveaux Chiens de garde de Serge Halimi
- Scénario : Serge Halimi, Pierre Rimbert, Renaud Lambert, Gilles Balbastre, Yannick Kergoat
- Musique originale : Fred Pallem
- Image : Guillaume Deffontaines, Laurent Fénart, Alberto Marquardt
- Montage : Marie-Pierre Camus, Yannick Kergoat
- Production : Jacques Kirsner, Anne Marie Marsaguet
- Studio de production : JEM productions
- Distribution : Epicentre Films (France, sortie en salles)
- Pays :  France
- Langue : français
- Date de sortie : France : 11 janvier 2012
- Durée : 104 minutes
- Format : couleur

## Festivals
Le film est présenté dans plusieurs festivals de cinéma en France pendant les mois qui précèdent sa sortie en salles : au festival Paris Cinéma en juillet 2011, au Festival du film de Valenciennes en octobre, et au festival international du film d'Amiens en novembre.

## Accueil critique par la presse
À sa sortie en janvier 2012, le film reçoit dans la presse un accueil mitigé avec des réactions très variées allant du très favorable au très médiocre.
Les critiques les plus positives louent l'aspect salutaire de la démarche du documentaire. Dans Le Parisien (propriété du groupe Amaury), Pierre Vavasseur donne au film deux étoiles sur trois, et estime que « ce documentaire qui ne caresse pas les choses dans le sens du poil apprendra bien des choses au commun des mortels ». Dans Le Journal du dimanche (propriété du groupe Lagardère), Danielle Attali rapproche la démarche du documentaire de celle des films de Michael Moore et voit dans le film « un documentaire féroce et drôle, qui veut aussi secouer notre sens critique. C’est fait. »
Les critiques plus en demi-teinte, tout en appréciant la démarche, reprochent au film de passer sous silence les développements les plus récents des collusions entre le pouvoir et les médias, et parfois de manquer de nuance. Dans Les Inrockuptibles (propriété du banquier millionnaire Matthieu Pigasse, réputé proche du Parti socialiste), Jean-Marie Durand resitue le documentaire dans la lignée de la critique radicale des médias déployée par les médias alternatifs comme Acrimed ou les documentaires de Pierre Carles. Il indique que « rien de très nouveau ne sort de ce discours balisé depuis le milieu des années 90 : la mainmise sur les grands médias des puissants groupes industriels et financiers (Bouygues, Bolloré, Dassault, Lagardère, Pinault, Arnault…), l’absence de pluralisme de la pensée… », et reproche au film d'oublier, dans sa fixation sur les usages dévoyés des élites médiatiques, « la réalité plus vaste du travail des “dominés” du champ journalistique (c’est-à-dire la quasi-majorité des journalistes) » mais il apprécie le « récit nerveux et énervé, dont l’efficacité narrative tient à l’implacable effet de démonstration par l’image », la réelle analyse politique, ainsi que « de vrais tours de force, entre esprit potache (…) et pure déconstruction analytique ». Dans L'Express (alors propriété du groupe de médias Roularta), Éric Libiot indique que « Ce doc ne fait pas dans la dentelle et atteint parfois son but », et se réjouit de la vivacité du débat auquel il invite, mais s'interroge sur le tutoiement des interviewés par les documentaristes, signe potentiel d'un manque d'objectivité selon lui. Dans Libération (alors journal indépendant, propriété de Bruno Ledoux), Raphaël Garrigos et Isabelle Roberts indiquent que le film « est bel et bien la mise en images du pamphlet d’Halimi, d’ailleurs coscénariste, ni moins ni beaucoup plus », et, tout en appréciant que « l’image, l’archive et le montage étoffent le propos », reproche au film de « [rester] souvent au ras de l’enluminure, animation un peu bébête à l’appui, des écrits d’Halimi », et de n'épingler que des figures déjà largement critiquées, sans renouveler la critique (le documentaire est comparé, à sa défaveur, à Fin de concession de Pierre Carles) et en oubliant Nicolas Sarkozy, « immense absent » du documentaire alors qu'il a selon eux « légitimé le statut de chien de garde (…) en s’attribuant la nomination des présidents de l’audiovisuel public ». Dans Télérama (propriété des milliardaires Pierre Bergé, Xavier Niel et Matthieu Pigasse), Mathilde Blottière estime que le film « redonne un sacré coup de fouet » à l'exercice de la critique des médias, grâce à l'alternance entre analyses d'économistes et images d'archives, mais regrette elle aussi que les nouvelles générations n'aient pas été autant visées que les anciennes.
Parmi les critiques les plus défavorables, Jacques Mandelbaum, dans Le Monde (autre propriété de Bergé, Niel et Pigasse), estime que « Nombre d'arguments, frappés au coin du bon sens ou nourris par la pensée critique du sociologue Pierre Bourdieu, portent », et que les exemples cités appellent le débat. Il pense cependant que « Si le film, dont le spectre va de TF1 au Monde, se maintenait à cette hauteur-là, on ne pourrait que se féliciter du rôle d'aiguillon qu'il se propose de jouer. Le problème, c'est que les auteurs troquent souvent l'aiguillon contre la massue. », tant dans le fond de leur propos (entièrement à charge) que dans la forme du documentaire, auquel il reproche de conférer aux images délibérément isolées un sens trompeur et de généraliser à partir d'exemples de fautes professionnelles sans les nuancer par des exemples de comportements corrects.
Le 20 novembre 2013, M. Rémy Pflimlin, président de France Télévisions, a été interrogé par la députée Isabelle Attard, membre de la commission des affaires culturelles et des finances de l’Assemblée nationale, sur le refus de diffuser le film Les Nouveaux chiens de garde sur France Télévisions. Sans réponse de sa part, la question lui a été reposée le 25 novembre 2014. Dans sa réponse, Rémy Pflimlin indique alors qu'il s'agit d'une question d'« indépendance » des antennes.

## Distinctions

### Récompenses
Le film remporte deux prix au Festival « 2 cinéma » de Valenciennes en octobre 2011 : le Prix du jury, catégorie documentaires, et le Prix du public, catégorie documentaires.

### Nomination
- Césars 2013 : César du meilleur film documentaire